# Baker Street (métro de Londres)
Pour les articles homonymes, voir Baker Street (homonymie).
Baker street (prononcez [ˈbeɪkə strɪːt], ou avec l'accent cockney, [ˈbɒɪkɒ strɪjt]) est une station des lignes : Bakerloo line, Circle line, Hammersmith & City line, Jubilee line et Metropolitan line, du métro de Londres, en zone 1. Elle est située à Marylebone dans la Cité de Londres (City).

## Histoire
Cette station est une des stations originales du reseau. C'était initialement construite depuis 1863, quand la première ligne, la Metropolitan line - maintenant les Circle et Hammersmith & City lines - a ouvert. D'ici, la ligne était, plus tard, prolongée vers les banlieues. La seconde ligne, la Bakerloo line était ouverte d'ici à Waterloo. En 1925, la station était reconstruite et la Metropolitan line a acquis des nouveaux quais. En 1979, la Jubilee line était ouverte à Charing Cross (maintenant fermé), absorbant la section de la Bakerloo line à Stanmore.

## Services aux voyageurs

### Accès et accueil
Avec dix quais en tout, Baker Street possède le plus grand numéro de quais que toute autre station du métro de Londres. La station possède des carreaux distinctifs, décorés avec la silhouette du célèbre personnage de fiction, Sherlock Holmes, qui habitait dans la rue éponyme à deux pas de la station. Les quais des lignes Circle et Hammersmith & City sont les mieux préservés. Ils datent de l'ouverture de la station en 1863 et ont été restaurés dans les années 1980. La station est classée monument historique du Royaume Uni (Grade II* listed building).

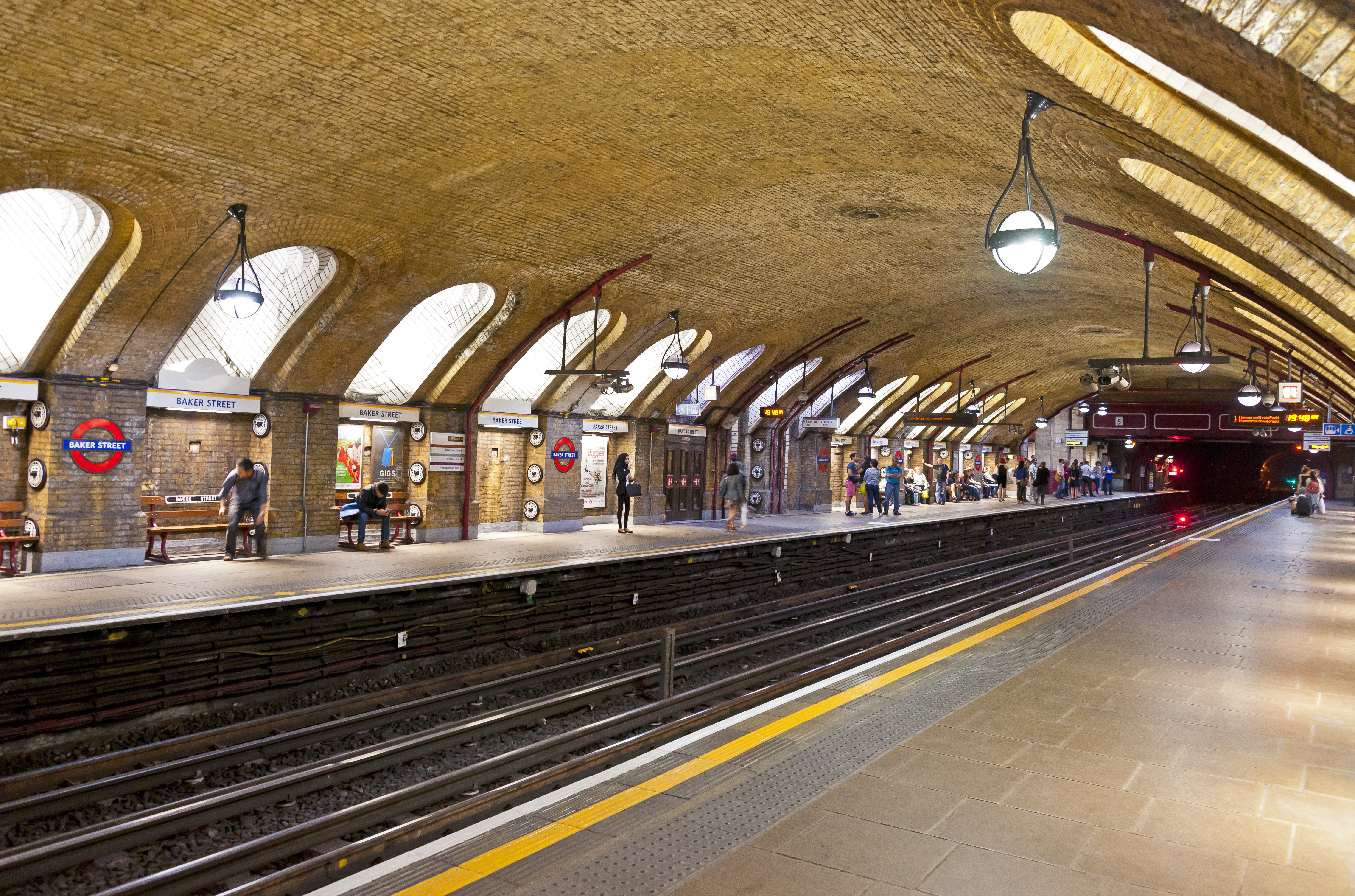
Les quais des lignes Circle et Hammersmith & City
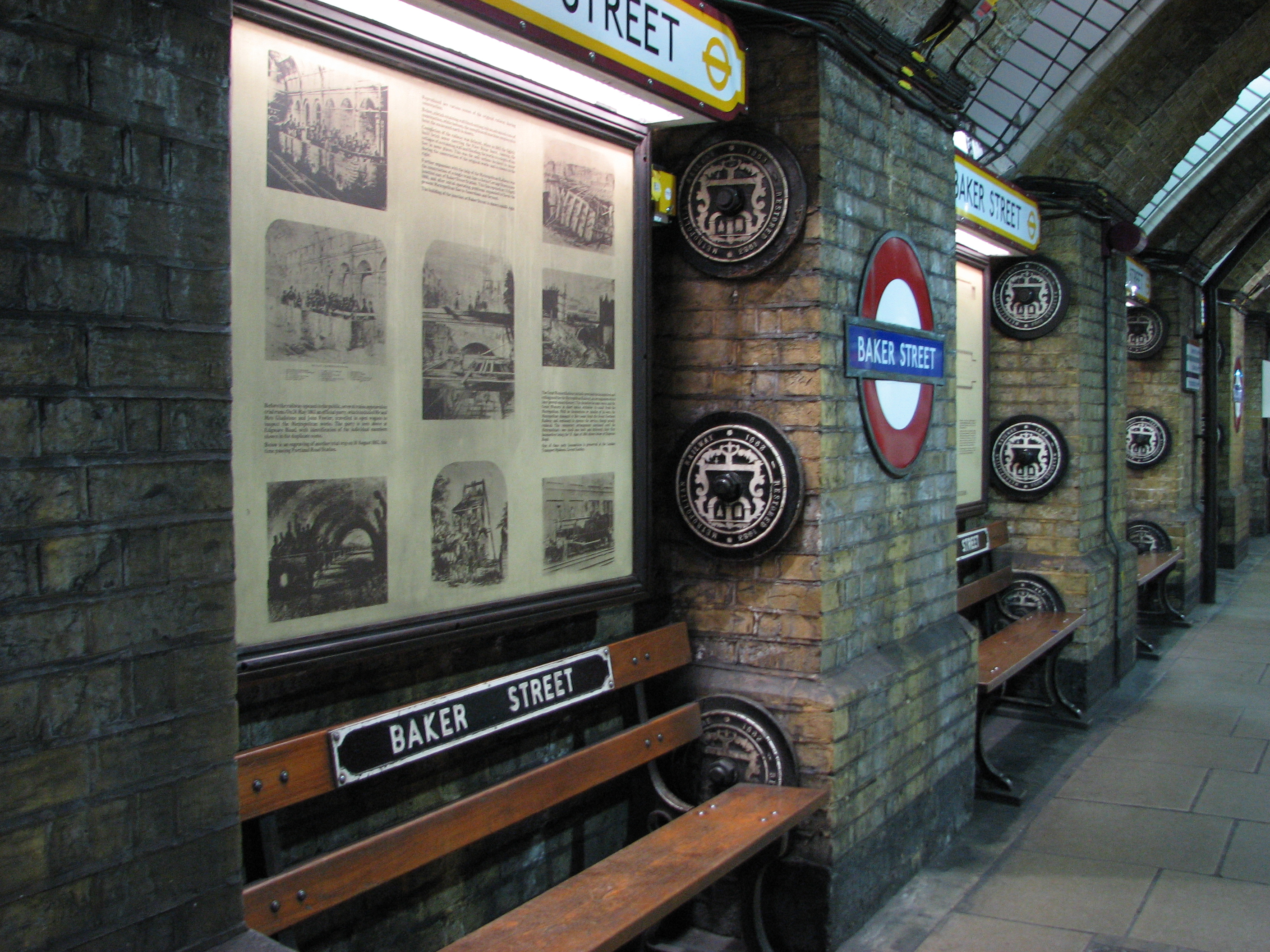
Plaque et siège historique sur les quais des lignes Circle et Hammersmith & City
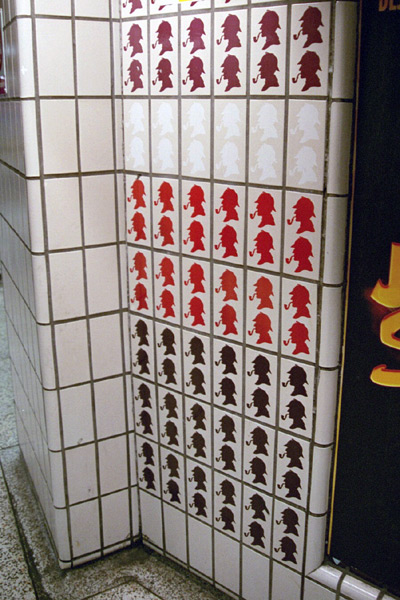
Carreaux décorés avec la silhouette de Sherlock Holmes
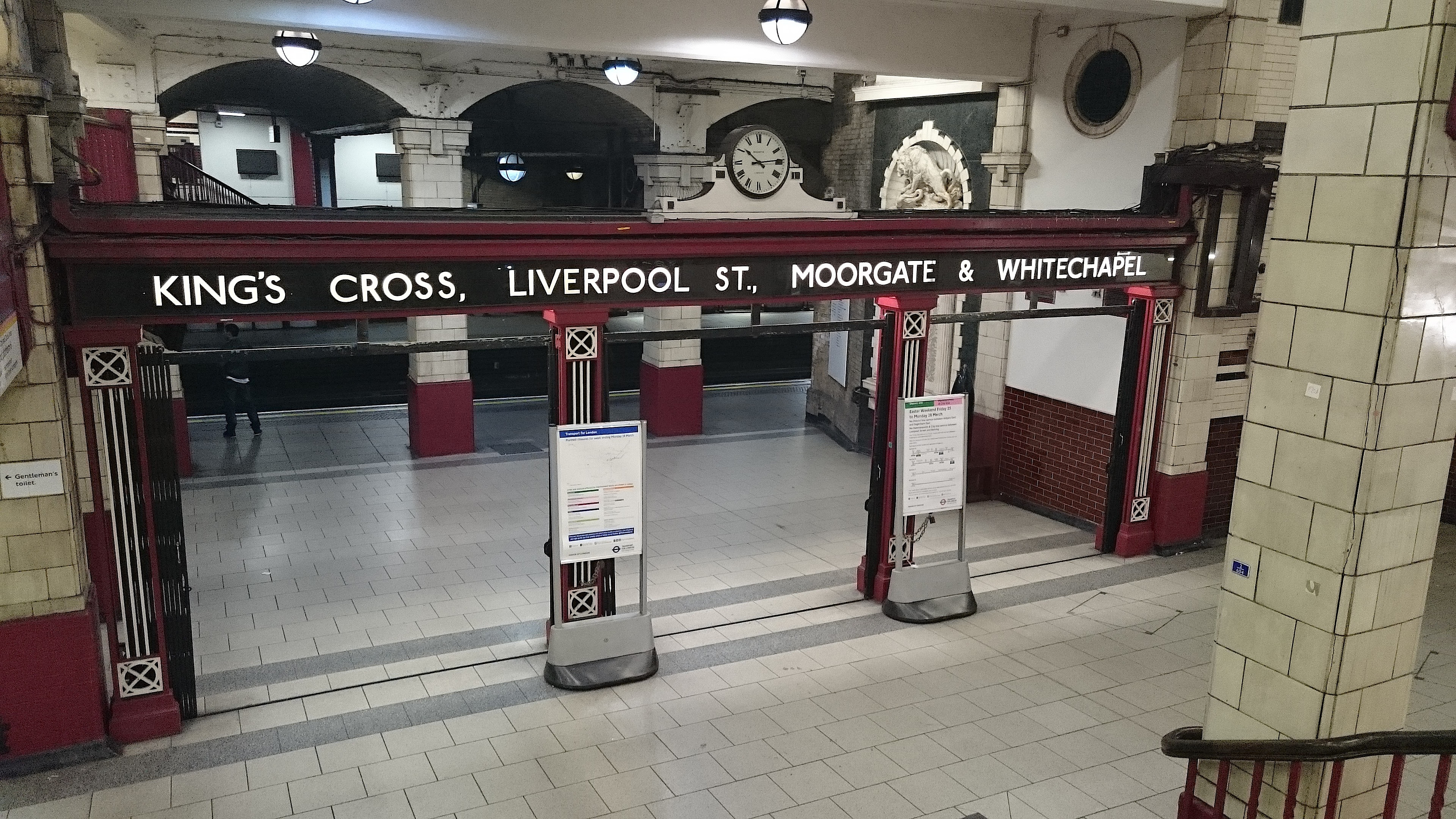
Panneau et horloge historiques dans la station

## À proximité
- Musée de Sherlock Holmes
- Musée de Madame Tussauds